# Cinnabon

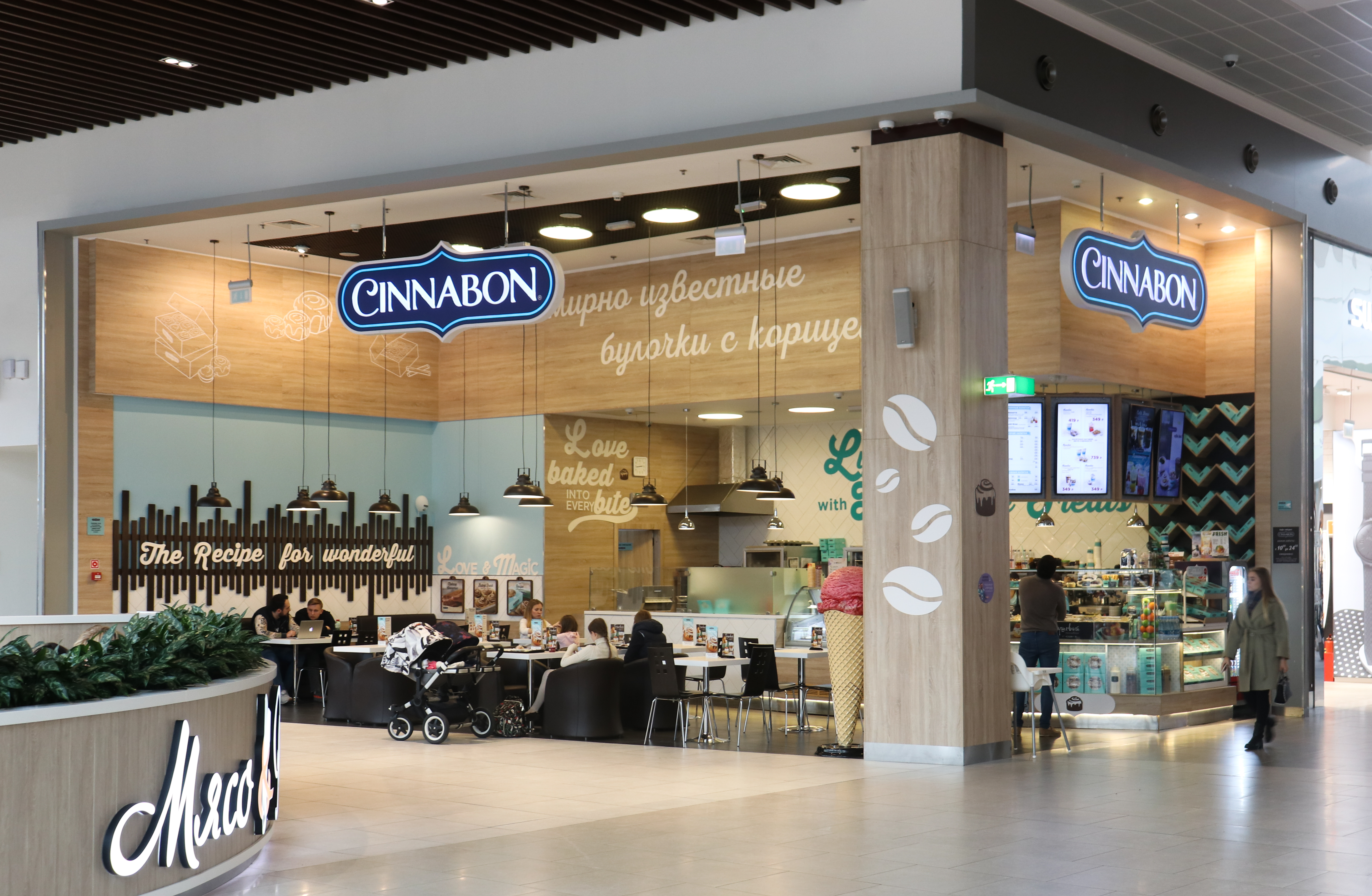
En butik i Moskva i Ryssland, 2019.

Cinnabon är en amerikansk affärskedja som tillhandahåller olika bageriprodukter och som satsar på etablering i miljöer där det rör sig mycket folk, såsom i köpcentrum och på flygplatser. Det finns fler än 750 Cinnabon-bagerier i drift i över 30 länder, runt om i världen. Företagets huvudkontor ligger i Sandy Springs i Georgia.